# Al-Fáiz fátimida kalifa
Al-Fáiz (1149. május 31. – 1160. július 23.) Egyiptom kalifája 1154-től haláláig.
Édesapja, az-Záfir meggyilkolása után, ötéves gyermekként emelte a trónra Abbasz ibn Abi al-Futuh vezír. Hamarosan Abbasz kénytelen volt elmenekülni Tala'i ibn Ruzzik elől, aki maga lett a kalifa régense. A következő években ő irányította Egyiptomot a gyermek al-Fáiz helyett, aki alig 11 évesen, 1160-ban epileptikus rohamban vesztette életét. Utóda unokatestvére, a szintén gyermek al-Ádid lett.

## Fordítás
- Ez a szócikk részben vagy egészben  az   Al-Fa'iz bi-Nasr Allah című angol Wikipédia-szócikk fordításán alapul.  Az eredeti cikk szerkesztőit annak laptörténete sorolja fel. Ez a jelzés csupán a megfogalmazás eredetét és a szerzői jogokat jelzi, nem szolgál a cikkben szereplő információk forrásmegjelöléseként.